# یاکوب وبله
یاکوب وبله (دانمارکی: Jacob Weble؛ زادهٔ ۱۰ سپتامبر ۱۹۷۰) بازیگر اهل دانمارک است.
از فیلم‌ها یا مجموعه‌های تلویزیونی که وی در آن‌ها نقش داشته‌است، می‌توان به دلقک و جنایت اشاره نمود.